# Ludwig von Freyen-Seyboldsdorf

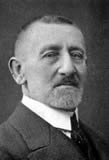
Bildnis von Ludwig Graf von Freyen-Seyboldsdorf

Ludwig Karl Emanuel Hugo Graf von Freyen-Seyboldsdorf, Herr zu Seyboltstorff (* 2. Dezember 1870 in Seyboldsdorf; † 1. Juli 1957 in Feldafing) war ein bayerischer Offizier und deutscher Politiker. Er war unter anderem von 1924 bis 1928 Abgeordneter im Bayerischen Landtag.

## Leben und Tätigkeit
Nach dem Besuch eines Humanistischen Gymnasiums trat Freyen-Seyboldsdorf zum 1. September 1892 in das 16. Infanterie-Regiment „Großherzog Ferdinand von Toskana“ der Bayerischen Armee ein. Am 21. Dezember 1892 wurde er zum Unteroffizier befördert und am 7. Februar 1893 erhielt er das Zeugnis der Reife zum Portepeefähnrich. 
Vom 1. März 1893 bis 22. Januar 1894 war Freyen-Seyboldsdorf zur Kriegsschule kommandiert. Am 5. März 1893 wurde er zum Portepeefähnrich ernannt. Das Zeugnis der Reife zum Offizier erhielt er am 16. Dezember 1894. Am 5. März 1894 wurde er zum Secondelieutenant befördert. Am 1. November 1897 folgte die Ernennung zum Bataillonsadjutant. Am 9. März 1903 folgte die Beförderung zum Oberleutnant (ab 1. Juli 1903 etatmäßig) und am 7. März 1909 die Beförderung zum überzähligen Hauptmann (seit 1. Mai 1909 etamäßig). Am 29. März 1909 wurde er als Kompagnieführer bestallt.
Am 6. Oktober 1900 heiratete er in Landshut Elisabeth Freiin von Lilgenau (* 4. April 1883), mit der er folgende Töchter hatte:
- Maria (1901–1937) ⚭ 1931 Helmuth von Miquel
- Margarete (* 1905) ⚭ 1938 Helmuth von Miquel

Zu Beginn des Ersten Weltkriegs zog Freyen-Seyboldsdorf am 8. August 1914 als Chef einer MG-Kompanie in den Krieg. Er kämpfte an der Westfront, bis er am 3. Oktober 1914 verwundet wurde.
Später lebte er als Gutsbesitzer in Seyboldsdorf. Nach dem Ersten Weltkrieg begann Freyen-Seyboldsdorf sich verstärkt politisch zu engagieren, wobei er sich stark an der extremen politischen Rechten orientierte.
Am 17. Dezember 1924 rückte Freyen-Seyboldsdorf als Nachrücker für den kurz zuvor in den Reichstag gewählten Gregor Strasser als Abgeordneter in den Bayerischen Landtag ein. In diesem gehörte er bis 1928 der Fraktion des Völkischen Blocks an.